# George Barris (fotografo)
George Barris (New York, 14 giugno 1922 – Thousand Oaks, 30 settembre 2016) è stato un fotografo statunitense.
Celebre fotografo, immortalò molte star del cinema negli anni 1950 e 1960.

## Biografia
Crebbe a New York, fotografò Eisenhower e dopo la seconda guerra mondiale si dedicò agli attori di Hollywood, con servizi dedicati, fra gli altri, a Elizabeth Taylor e Marilyn Monroe. Fu uno degli ultimi fotografi a fotografare l'attrice, ma rifiutò per molto tempo di far vedere i suoi scatti, contrariamente a quanto si pensa non fu l'ultimo fotografo ad averla ritratta, in quanto Allan Grant l'aveva fotografata pochi giorni prima della sua morte.